# Sanare
Sanare es la capital del Municipio Andrés Eloy Blanco, ubicada en la Región Centroccidental en el Estado Lara, Venezuela. Es la capital del municipio que está a mayor altura, a unos 1358 m s. n. m. en las estribaciones montañosas de la Cordillera de los Andes. Fue fundada en 1620 por Francisco de la Hoz Berrios y por mucho tiempo fue parte del Municipio Jiménez, hasta que en el año 1981 pasó a ser independiente.
Fue habitado por indígenas de origen gayón, organizados en diversas tribus que se comunicaban con la población de El Tocuyo y Quibor formando un triángulo geohistórico que aún persiste. 
En tiempos de la colonia estuvo ligada a la jurisdicción de El Tocuyo, pero luego al lograrse la independencia y la proyección del cultivo de café vino a representar un importante eje de producción cafetalera. Además de la producción cafetera las actividades económicas son el turismo y el cultivo de hortalizas.
En este lugar falleció y está enterrado Diego de Losada, quien fuese fundador de varias ciudades incluyendo Caracas y Cubiro.

## Folklore
Sanare es una localidad caracterizada por su arraigada tradición cultural y festiva. Su folklore se manifiesta a través de diversas celebraciones a lo largo del año, las cuales incluyen eventos religiosos, musicales y comunitarios.
Entre las festividades más destacadas se encuentran La Paradura del Niño, realizada en enero, y los Carnavales, celebrados entre febrero y marzo. Durante la Semana Santa, que ocurre entre marzo y abril, se llevan a cabo diversas actividades litúrgicas. En mayo, se realizan las festividades en honor a San Pascual Bailón y San Isidro Labrador, este último reconocido como el patrón de los campesinos y agricultores, cuyo nombre da identidad a un barrio de Sanare. La celebración principal de San Isidro Labrador ocurre el 15 de mayo, junto con los tradicionales Velorios de Cruz.
En junio, las festividades incluyen la conmemoración de San Antonio de Padua, acompañada de presentaciones de Tamunangues y velorios. En julio, se celebran las Fiestas Patronales en honor a Santa Ana y la tradicional Posta Sanare. Durante agosto, tienen lugar la Semana del Municipio y las Fiestas de la Candelaria. En septiembre, se realizan homenajes a la Virgen de la Coromoto. Finalmente, diciembre está marcado por las festividades de Pesebres o Nacimientos, Parrandas Navideñas y la conmemoración de los Santos Inocentes, conocida como Las Zaragozas.

### Fiestas en honor a san Antonio de Padua
Se efectúan estas actividades los días 12, 13 y 14 de junio de cada año. Es una actividad festiva para bailar los negros o tamunangues, la misma se inicia con el rompimiento del día 12 de junio a las cuatro de la madrugada, se pagan promesas con bailes de tamunangue durante los tres días y terminan con el "Encierro y toro candela", acto que se realiza en el día trece de junio a las siete de la noche frente al templo parroquial de Santa Ana de Sanare. Si quedan promesas se pagan el día catorce de junio y este día es más que todos para ofrecer misas y oraciones por los tamunangueros o sanantonietos que han fallecido.
Posta Sanare, se realiza todos los 24 de julio de cada año es el traslado del fuego patrio en relevo, rindiéndole homenaje al Libertador, se realiza desde diferentes estados de Venezuela donde haya un sitio histórico que nos representa.

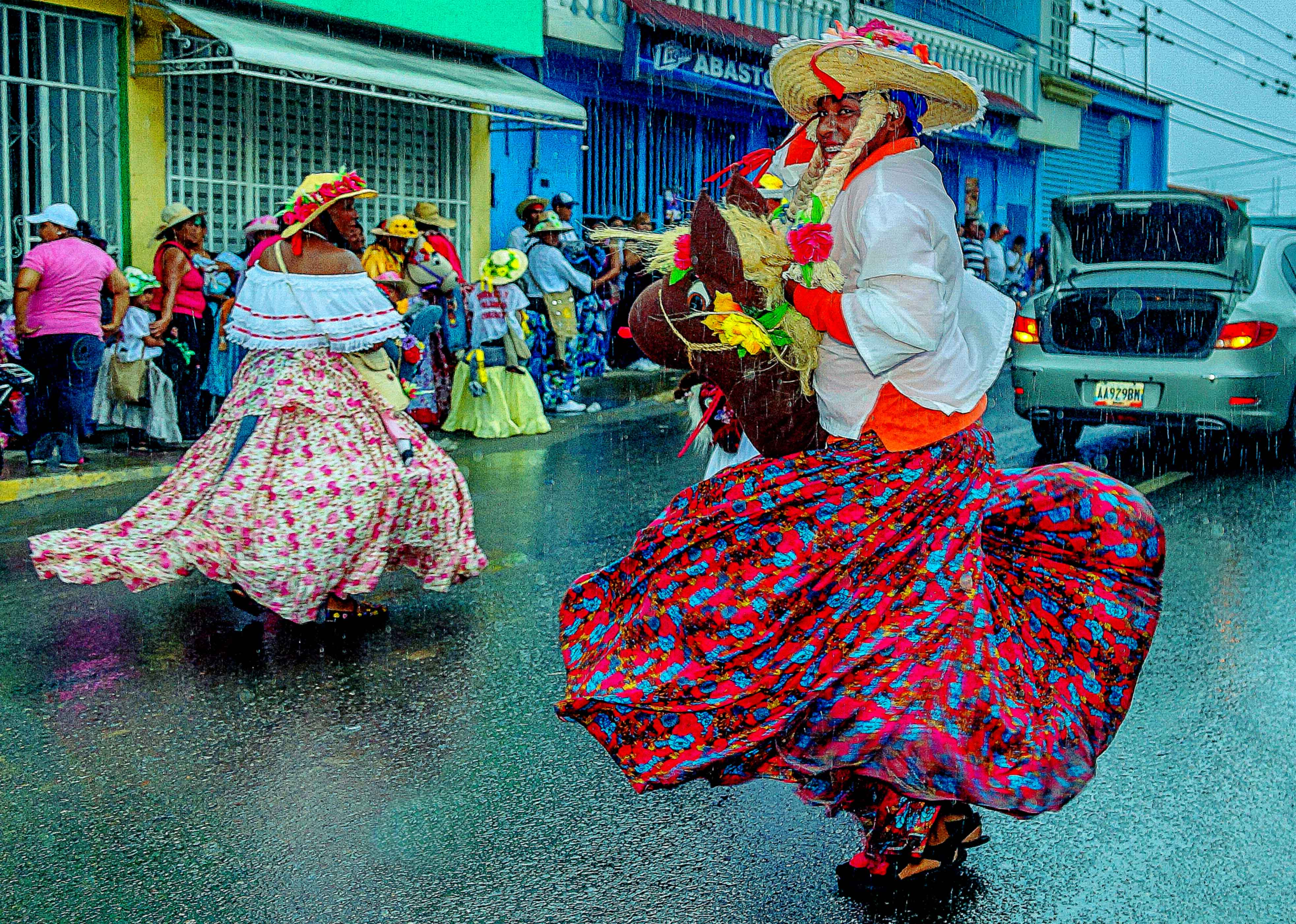
Burriquitas bajo la lluvia

### Fiestas de los Santos Inocentes o los Zaragozas de Sanare
Esta es la pieza folklórica identificativa de Sanare a nivel nacional e internacional. Se realiza el 28 de diciembre de cada año y tiene peculiares características. La fiesta está compuesta de los locos o zaragozas que son centenares de disfrazados que danzan por las calles de Sanare acompañados por un conjunto integrado por músicos cantores que tocan cuatro, quintos, tambores, maracas y charrascas, el cuadro o imagen del degollamiento de los niños y una bandera amarilla. Esta fiesta se inicia a las seis de la mañana con el rompimiento y termina a las seis de la tarde con el encierro. Normalmente suelen asistir una cantidad aproximada de 60 000 turistas provenientes tanto del territorio nacional, como internacional principalmente de países como Cuba, Inglaterra, Estados Unidos, México, Colombia, Aruba, Perú y Jamaica.

## Sitios de interés

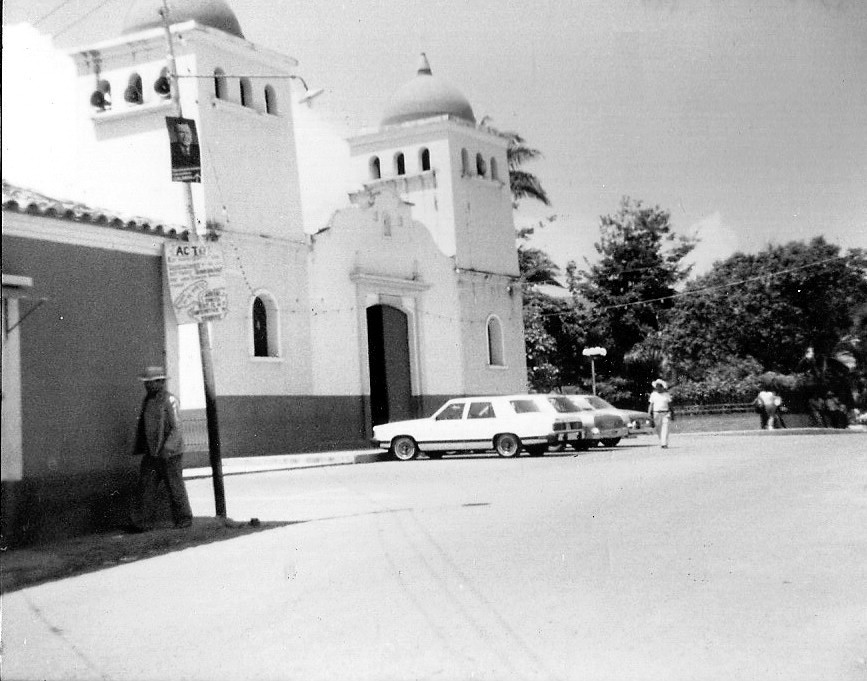
Iglesia Santa Ana de Sanare.

- Templo de Santa Ana: Construido bajo la advocación de Santa Ana patrona de Sanare.
- Templo San Isidro Labrador. Refaccionado recientemente.
- Parque nacional Yacambú: Este parque ofrece a sus visitantes lugares para acampar y hacer picnic. Además, cuenta con la laguna El Blanquito, la quebrada Agua Blanca con cascadas, la fumarola El Volcán de Sanare, El Mirador Yacambú y El Cañón Angostura. Es uno de los parques con mayor cantidad de especies de aves en Venezuela.
- Hundición de Yay: o el lugar donde la tierra se volteó. Es un pequeño cañón desértico de unos 10 mil metros cuadrados con interés geológico, arqueológico y paleontológico. Ubicado en las partes altas del caserío de Yay. Cuenta la leyenda que allí existía un pequeño pueblo, con una moral muy relajada en el cual se pecaba mucho y en una fiesta se hundió el suelo y se destruyó el pueblo.
- La Ruta del Café: comprende antiguas haciendas convertidas en posadas como Las Golondrinas y Los Haticos, sitios de secado y tostado de café con la posibilidad de catas y degustaciones. Hay varios emprendimientos con punta de lanza el café, uno de ellos es Fussion café qué produce jabones, licores, postres, abonos y por supuesto la popular bebida a partir del particular grano de café sanareño.
- Posada El Encanto: una posada a pocos kilómetros de Sanare con una hermoso ambiente natural y silvestre. Siendo unos de los lugares de mejor confort de Sanare